# S. Jaipal Reddy
S. Jaipal Reddy, född 16 januari 1942 i Madgul i Telengana, död 28 juli 2019 i Hyderabad i Telengana, var en indisk politiker som var TV-minister samt kulturminister i Manmohan Singhs indiska regering från 2004, och därefter vetenskaps- och teknologiminister 2012–2014. 

### Fotnoter
1. ↑  Former union minister S. Jaipal Reddy passes away